# الهيئة العامة للنقل (السعودية)
الهيئة العامة للنقل هي هيئة حكومية سعودية تتمتع بالاستقلال المالي والإداري، أنشئت طبقاً لقرار مجلس الوزراء رقم (373) بتاريخ 15 ذي القعدة 1433هـ بهدف تنظيم خدمات النقل العام للركاب داخل المدن وبين المدن والإشراف عليها وتوفيرها بالمستوى الجيد بتكلفة مناسبة مع تشجيع الاستثمار في هذا القطاع بما يتفق مع أهداف التنمية الاقتصادية والاجتماعية في المملكة العربية السعودية. للهيئة مجلس إدارة يرأسه وزير النقل ويضم في عضويته رئيس الهيئة التنفيذي وممثلين من عدد من وزارات الداخلية والشؤون البلدية والقروية والمالية والاقتصاد والتخطيط وثلاثة من القطاع الخاص يتم تعيينهم بقرار من مجلس الوزراء. المقر الرئيسي للهيئة في مدينة الرياض ويرأسها حالياً الدكتور رميح بن محمد الرميح.

## أهداف الهيئة
- تهدف الهيئة إلى تنظيم خدمات النقل العام للركاب داخل المدن وبين المدن والإشراف عليها[5][6] وتوفيرها بالمستوى الجيد[7] والكلفة الملائمة. ثم تشجيع الاستثمار فيها بما يتفق مع أهداف التنمية الاقتصادية والاجتماعية في المملكة.[4]
- تنفيذ خطط النقل العام على مستوى المملكة والتأكد من توافر التمويل من مصادر المختلفة.[4]
- تحديد شبكة خطوط النقل العام ومساراتها ومواقع مرافقها.[4][8]
- وضع مواصفات وسائط النقل العام ومنح التراخيص والتصاريح.[4][9]
- اقتراح آلية لتنظيم أجور النقل العام.[4]
- توفير الظروف الملائمة لجذب الاستثمارات.[4]

## مهام الهيئة
للهيئة في سبيل تحقيق أهدافها ممارسة المهمات والاختصاصات الآتية:
1. إعداد الخطط السنوية والخمسية لنشاطاتها في إطار الأهداف والسياسات العامة لها بالتنسيق مع الجهات ذات العلاقة.
2. الإشراف على تنفيذ خطط النقل على مستوى المملكة، والتأكد من توافر التمويل لأنشطته من مصادره المختلفة.
3. اقتراح السياسات العامة والتشريعات الخاصة بالنقل، والإشراف على تنفيذها بعد اعتمادها.
4. ضمان عدالة المنافسة بين مقدمي خدمات النقل.
5. إجراء البحوث والدراسات اللازمة لتقويم نشاط النقل، والعمل على تطويره باستمرار.
6. تحديد شبكة خطوط النقل ومساراتها.
7. وضع أسس تنظيم الأنشطة الخاصة بمرافق النقل وإداراتها.
8. وضع المواصفات والشروط الفنية ومعايير السلامة اللازمة لوسائل ووسائط النقل، بالمشاركة والتنسيق مع الجهات ذات العلاقة.
9. إصدار التراخيص والتصاريح لجميع وسائل النقل، وإلغائها في حال مخالفة أحكام الأنظمة ذات الصلة.
10. تحديد مواقع مرافق النقل بالتنسيق مع الجهات ذات العلاقة والإشراف على خدماتها، بما في ذلك محطات الوصول والانطلاق لوسائط النقل وأهمية قربها من المطارات.
11. اقتراح آلية لتنظيم أجور النقل وأسس تسعيرها، ومتابعة الالتزام بها بعد اعتماد الأجور من الجهات المختصة.
12. مراقبة وسائل النقل ومرافقه في المملكة، وإعادة هيكلتها بما يتناسب مع الحاجة إليها.
13. توظيف التقنية في تنفيذ ومراقبة أعمال الهيئة ومهماتها.
14. إعداد الدراسات اللازمة لمخططات النقل وتصميم منظوماته
15. مراقبة الالتزام بتنفيذ العقود المبرمة بين الهيئة والأطراف الأخرى.
16. العمل على حماية مصالح المستخدمين المتعلقة بخدمات النقل، ومراقبة أداء المرخصين والمصرح لهم بتقديم تلك الخدمات، واتخاذ الإجراءات التي تكفل تقيدهم بشروط التراخيص والتصاريح الممنوحة لهم.
17. التأكد من سلامة وسائط النقل بالتعاون والتنسيق مع الجهات ذات العلاقة.
18. توفير الظروف الملائمة لجذب الاستثمارات في مجال النقل.
19. العمل على وضع المواصفات اللازمة للحد من التلوث البيئي المرتبط بأنشطة النقل، بالتعاون مع الجهات المختصة.
20. التنسيق مع الهيئة العامة للطيران المدني والجهات المعنية الأخرى لضمان تنفيذ الاستراتيجية الوطنية النقل والخدمات اللوجستية.
21. تمثيل المملكة في المنظمات الدولية والإقليمية ذات العلاقة بالنقل.

## قطاعات الهيئة

### النقل البري
تعمل الهيئة العامة للنقل على تطوير قطاع نقل الركاب وقطاع نقل البضائع والمهمات، بما في ذلك وضع وتطوير اللوائح المنظمة لهذا القطاع.

### النقل البحري
- تنظيم وإصدار تراخيص شركات مزاولة نشاط النقل البحري.[12]
- تنظيم وترخيص قوارب ويخوت الصيد والنزهة والغوص.[12]
- الإشراف على الأسطول السعودي.[12]
- إبرام الاتفاقيات البحرية الدولية الصادرة عن المنظمة البحرية الدولية.[12]
- إعداد النظام البحري التجاري السعودي.[12]
- نظام الموانئ والمرافئ والمنائر البحرية ولائحته.[12]
- الإشراف والتصنيف وأعمال الكشف والمعاينة للسفن السعودية وإصدار تقارير المعاينة.[12]
- تنظيم إجراءات التسجيل للسفن البحرية.[12]
- تنظيم ترخيص نشاط مبيعات تذاكر السفر البحرية.[12]
- لرقابة والتفتيش على السفن.[12]
- الإشراف على مينائي جازان وضبا.[12]
- اعتماد وتنفيذ الاتفاقية الدولية بكل ما يتعلق بنشاط النقل البحري.[12]
- تمثيل المملكة في الاجتماعات الدولية ذات الصلة بأنشطة النقل البحري في مجال البيئة والسلامة والتدريب أو الأنظمة أو تطوير أنشطة النقل البحري.[12][13]

### النقل السككي
تشرف الهيئة العامة للنقل على هذا القطاع من خلال المؤسسة العامة للخطوط الحديدية. وتقوم المؤسسة بتشغيل وصيانة خطوط السكك الحديدية وتشغيل عدد من القاطرات الحديثة والعربات لنقل الركاب وأنواع البضائع الصلبة والسائلة والسائبة.

### التخطيط والتطوير
لتحقيق جودة خدمات النقل البري والبحري والسككي، يضع قطاع التخطيط والتطوير التابع للهيئة الخطط الاستراتيجية والبرامج العملية ومتابعة تنفيذها، بالتكامل مع خطط وأهداف الرؤية السعودية 2030، بالإضافة إلى تطوير الأنظمة والسياسات، وتبني التقنيات الحديثة مجالات إدارة بيانات ومعلومات النقل، كما يسعى قطاع التخطيط والتطوير إلى تنفيذ برنامج سياسات متكامل لتطوير منظومة النقل أحد مبادرات الهيئة، بإعداد الدراسات والسياسات التنظيمية لقطاع النقل، ووضع المواصفات القياسية لوسائل النقل ووسائطه، وإعداد مخططات شبكات النقل العام لعدد من المدن السعودية، وتم تحديد عدد من المشروعات التي تندرج تحت هذه المبادرة مثل تحديث نظام النقل العام على الطرق، ودراسة تحرير سوق النقل بالحافلات بين المدن، ووضع سياسة لتحديد أجور استخدام وسائل النقل العام، ومشروع إنشاء قاعدة بيانات النقل.